# Volo Aerolíneas Argentinas 707
Il volo Aerolíneas Argentinas 707 era un servizio passeggeri internazionale sulla rotta Asunción - Formosa - Corrientes - Rosario - Buenos Aires. Il 4 febbraio 1970, il volo, operato da un Hawker Siddeley HS 748, codice di registrazione LV-HGW e nominato "Ciudad de Bahia Blanca", precipitò nella località Colonia Tacuarí, nella Provincia del Chaco in Argentina.

## L'incidente
Il volo Aerolineas Argentinas 707 collegava le capitali del Paraguay (Asunción) e dell'Argentina (Buenos Aires), con scali intermedi a Formosa, Corrientes e Rosario. L'equipaggio era composto dal comandante Rodolfo Canu (pilota), dal primo ufficiale Carlos Bellocq (copilota) e dagli assistenti di volo Jorge Filipelli e Cecilia Coriasco.
All'arrivo a Corrientes il volo subì un ritardo a causa di un fronte tempestoso "con cumulonembi e cumuli fitti". Alla fine, l'aereo decollò alle 20:46 in direzione dell'aeroporto di Rosario. Nove minuti dopo, i controllori persero il contatto radio quando l'aereo si trovava vicino al confine tra la Provincia di Chaco e la Provincia di Santa Fe mentre stava imperversando un forte temporale. Là, l'equipaggio perse il controllo, schiantandosi vicino a Colonia Tacuarí, in un palmeto situato in un luogo noto come Loma Alta.

## Le cause
La causa dell'incidente fu una forte turbolenza che investì l'aereo mentre stava attraversando un banco di nubi; questa aveva portato alla perdita di controllo, facendo entrare il velivolo in una picchiata ad alta velocità con un angolo di rollio di 90° e una picchiata di 40-45°. L'ingresso dell'aereo nella zona della tempesta fu dovuto ad un errore del comandante che scelse di navigare attraverso di essa invece di aggirarla, ignorando le indicazioni di altri equipaggi che avevano sorvolato la zona pochi minuti prima.